# Weil ich ein Mädchen bin
Weil ich ein Mädchen bin ist ein satirischer US-amerikanischer Spielfilm der Regisseurin Jamie Babbit aus dem Jahr 1999.

## Handlung
Megan ist eine Spitzenschülerin, geht seit zwei Jahren mit Jared, dem beliebtesten Footballspieler der Schule, und besucht regelmäßig die Kirche. Allerdings ernährt sie sich vegetarisch, küsst ihren Freund nicht gerne und in ihrem Spind hat sie Bilder von Frauen. Denn deshalb wird sie sowohl von ihren Freunden als auch von ihren Eltern – nur nicht von sich selbst – für lesbisch gehalten und in Mary Browns Rehabilitations-Camp „True Directions“ geschickt.
Im Camp sollen in einem 5-Schritte-Programm aus den homosexuellen Jugendlichen glückliche, heterosexuelle Menschen werden. Dort lernt Megan die rebellische Graham kennen und verliebt sich in sie. Während eines heimlichen nächtlichen Ausfluges in einen homosexuellen Club küssen die beiden sich zum ersten Mal. Die Beziehung zwischen den beiden fliegt jedoch auf und zerbricht unter dem Druck der Campleiterin und der Familien. Megan wird von der Schule verwiesen und darf auch nicht mehr bei ihren Eltern wohnen. Sie findet Unterschlupf bei Lloyd und Larry, einem Paar, bei dem auch schon andere Teenager untergekommen sind. Unter anderem auch Dolph, der aus „True Directions“ vorzeitig ausgeschieden ist.
Graham entscheidet sich unter Druck dafür, bei der Abschlussprüfung des Camps, einer Art Sex-Simulation, mit Rock, dem schwulen Sohn der Campleiterin scheinbar zu „schlafen“. Megan taucht bei der Abschlussfeier auf und Graham geht mit ihr.
Im Abspann wird Megans Vater gezeigt wie er sich bei einem Treffen der PFLAG („Parents, Families and Friends of Lesbians and Gays“) vorstellt. Das letzte Bild zeigt eine verkleidete Mary Brown bei dem Treffen unter den Eltern sitzen.

## Kritik
„Hemmungslos macht sich die Satire über alle bekannten Homo- und Heteroklischees her: Die Jungen sollen durch Holzhacken und den Griff in die Hose den starken Mann in sich entdecken, während die Mädels im rosa Babydollkostüm wickeln und putzen lernen. Und das kitschig-bunte Styling der Komödie steigert noch das Amüsement über die groteske Homophobie dieser Aversionstherapie – in den USA existieren tatsächlich über 200 solcher Umschwulungszentren. Ein Film über homosexuelle Liebe ist dies jedoch nicht wirklich – auch wenn Megan im Camp lesbische Gefühle entdeckt. Der Love-Story werden die Klischees und Oberflächlichkeiten, die Regisseurin Jamie Babbit vorher so gekonnt einsetzt und seziert, zum Verhängnis: Was zu Herzen gehen sollte, entfaltet leider keine Tiefe. Doch der Auftritt der schwulen Ikone RuPaul als Hetero-Trainer macht das Manko locker wett.“

„Was als freche Teenie-Klamotte gegen Intoleranz und bizarre Formen amerikanischer Erziehung gedacht war, erweist sich als übertriebener Humbug, bei dem in jeder Einstellung mit dem Holzhammer darauf hingewiesen wird, dass es sich um Satire handelt. Natasha Lyonne versucht in der Hauptrolle ihr Bestes, leider vergeblich: Nervende Dialoge und grelle Farbzusammenstellung sind am Rande des Zumutbaren.“

„Eine grell-bunte Geschlechterkomödie, die geschickt zwischen Klamauk und Satire pendelt und der prüden amerikanischen Gesellschaft einen Denkzettel verpasst. Unterhaltung mit Tiefgang, getragen von zwei überzeugenden Hauptdarstellerinnen.“